# Abraham K. Thampy
Abraham Kurian Thampy (* im 20. Jahrhundert) ist ein indischer Rechtsanwalt, Mitglied der Mar-Thoma-Kirche und war Vizepräsident der Christlichen Friedenskonferenz (CFK).
Thampy wuchs in Madras auf. Er absolvierte ein Studium der Rechtswissenschaft und war seither als Rechtsanwalt tätig. Durch seine aktive Mitgliedschaft in der Mar-Thoma-Kirche wurde er auf die Christliche Friedenskonferenz aufmerksam und nahm seit 1961 an ihren Allchristlichen Friedensversammlungen teil. Von 1971 bis zum Ende der Internationalen CFK 1990 war er einer ihrer Vizepräsidenten. 1978 wurde er einer ihrer vier Ehrenpräsidenten und als Stimme der christlichen Bevölkerungsminderheit Indiens wahrgenommen.
Als der erste CFK-Präsident Josef Hromádka 1969 starb, gehörte Thampy zu den Rednern auf der Trauerfeier.
Am 24. Juni 1978 verlieh ihm die evangelisch-theologische Fakultät der Karls-Universität Prag den Titel eines Ehrendoktors.

## Veröffentlichung
- Indien. Der Ausnahmezustand und das 20-Punkte-Programm (= Junge Kirche. Bd. 12), Dezember 1975.